# U zaljevu svetaca
U zaljevu svetaca je kratki dokumentarni film Dražena Zetića iz 2017. godine. Posvećen je kotorskom perzeju Viktoru Vidi.

## Vanjske poveznice
- Službeni trailer